# Fiat 850
Fiat 850 — невеликий задньомоторний, задньопривідний автомобіль, що випускався компанією Fiat з 1964 по 1973 рік. Всього виготовлено 3 543 244 автомобілів.

## Огляд
По конструкції автомобіль є розвитком моделі Fiat 600. В процесі розробки для Fiat 600 було придумано кодову назву «Project 100» (Проєкт 100), і в зв'язку з цим для моделі 850 кодове ім'я було вибрано 100G (G означає першу літеру в слові «grande» - великий). Двигун автомобіля був схожий на двигун 600 моделі, але його обсяг був збільшений до 843 см3. Автомобіль поставлявся з двома варіантами двигунів: «normale» (стандартний) потужністю 34 к.с. і «super» потужністю 37 к.с. Максимальна швидкість автомобіля була близько 125 км/год.
Хоча конструкція автомобіля не була великим кроком вперед, новий кузов поліпшив оглядовість і мав більш сучасний дизайн, а 850-кубовий силовий агрегат забезпечив деяке поліпшення динамічних якостей.

## Двигуни
- 817 cc I4 (США)
- 843 cc I4 34-49 к.с. 56-63 Нм
- 903 cc I4 52 к.с. 68 Нм

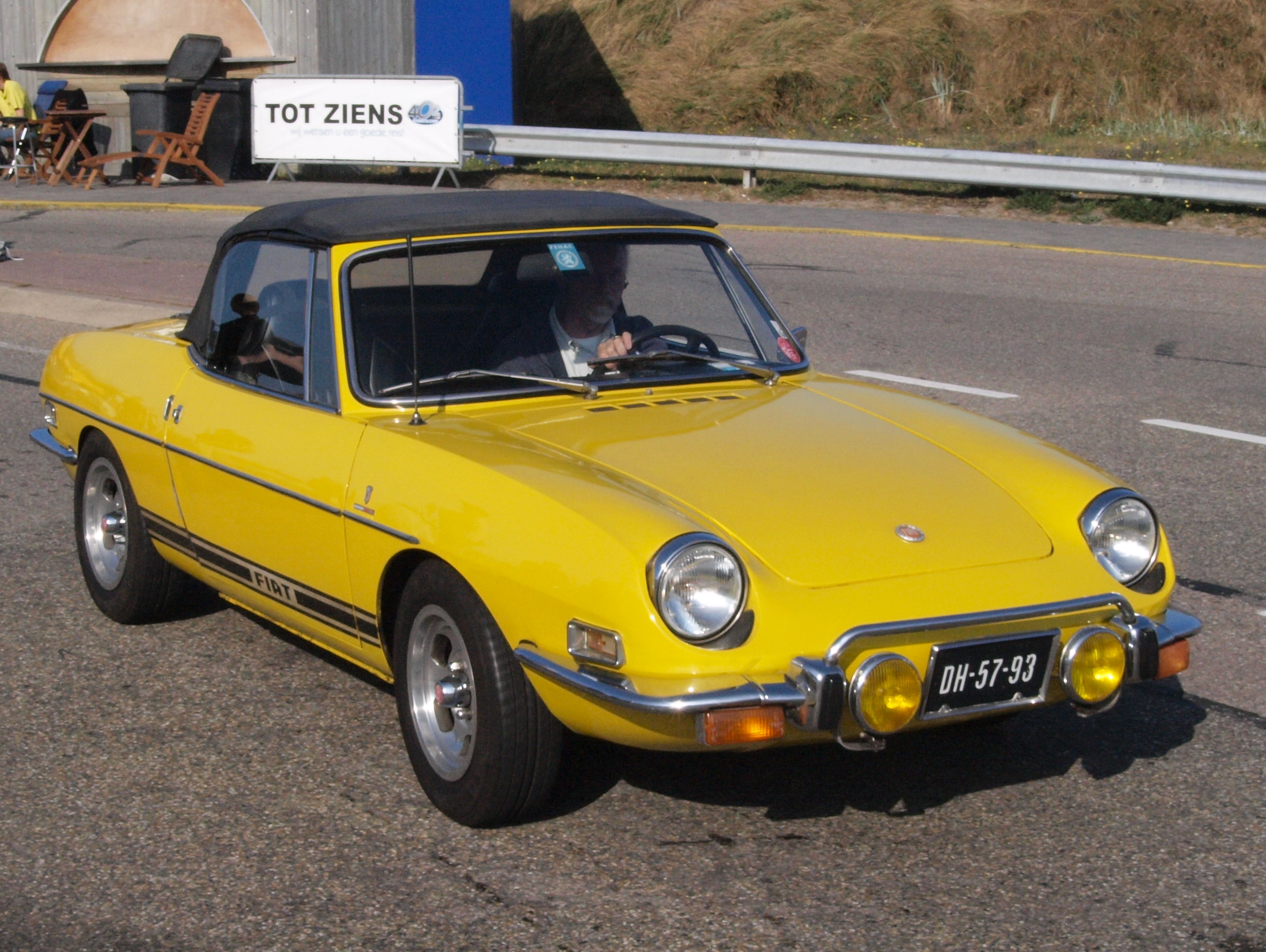
Fiat 850 Spider
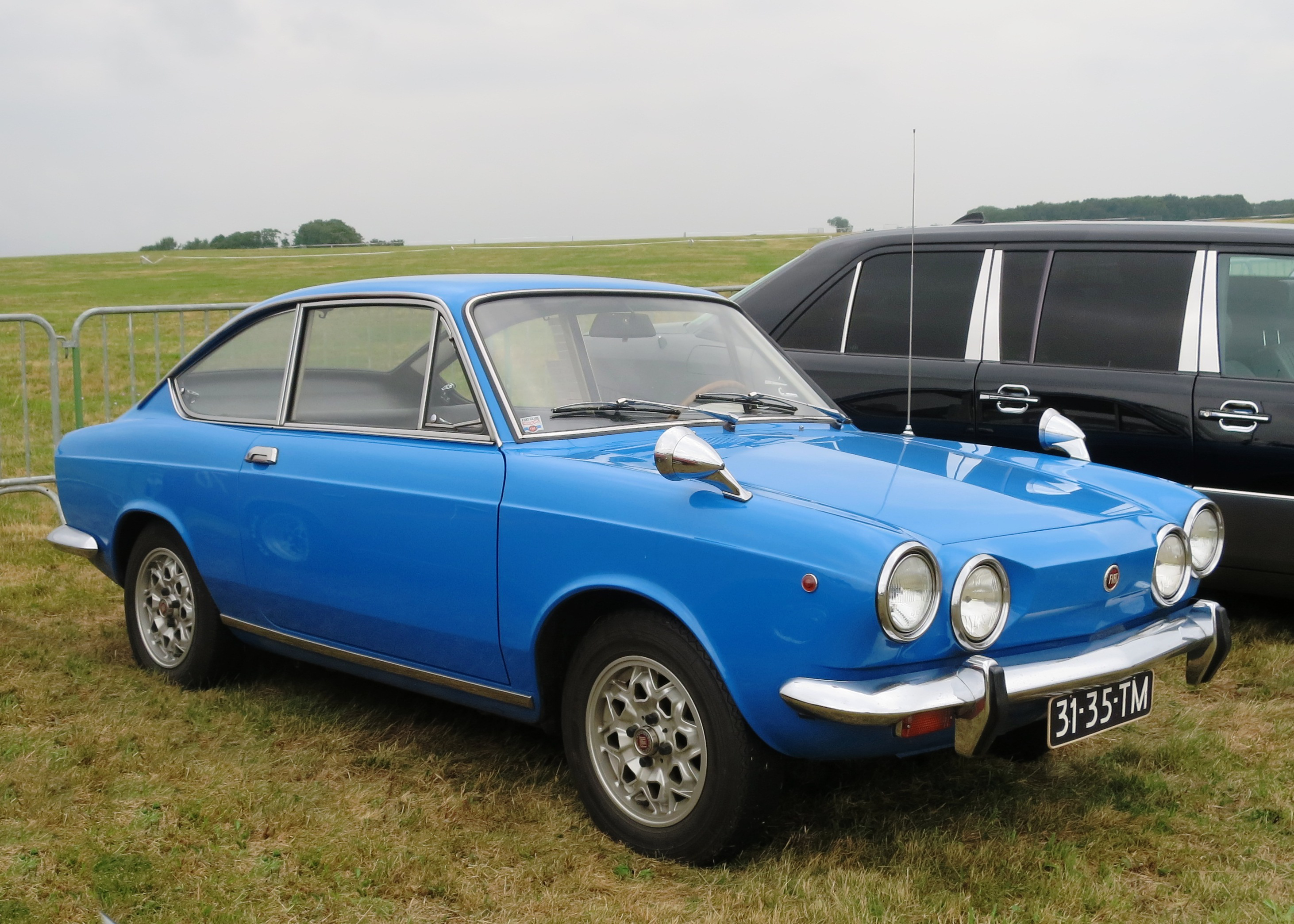
Fiat 850 Coupé
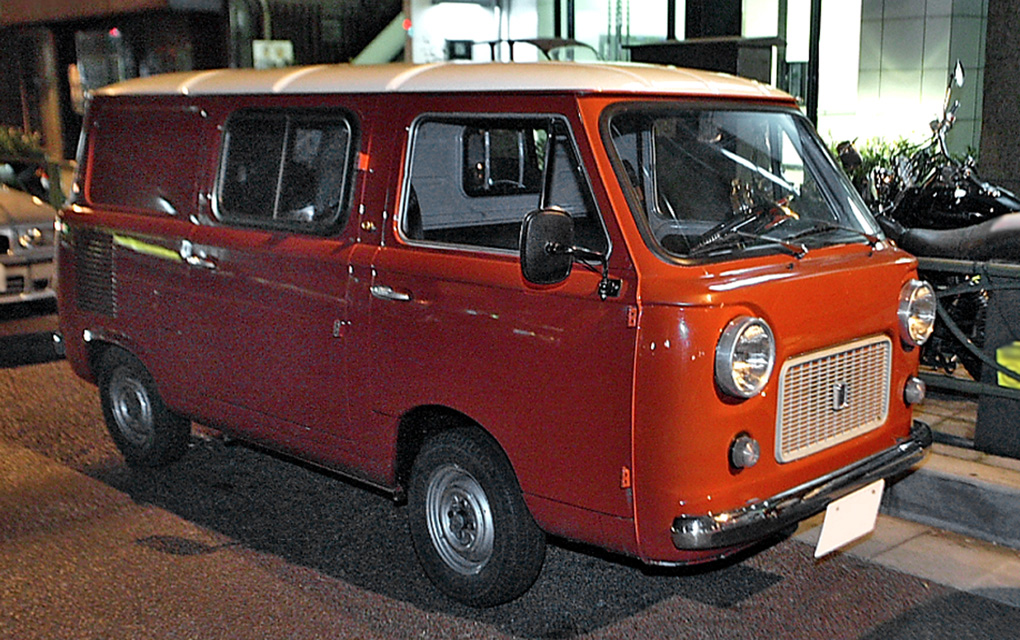
Fiat 850 T